# Pseudocercosporella leptosperma
Pseudocercosporella leptosperma är en svampart som först beskrevs av Peck, och fick sitt nu gällande namn av U. Braun 1995. Pseudocercosporella leptosperma ingår i släktet Pseudocercosporella och familjen Mycosphaerellaceae.   Inga underarter finns listade i Catalogue of Life.